# Lánchíd Rádió
A Lánchíd Rádió egy magyar kereskedelmi rádió volt, amely 2007. március 15-től 2018. április 10-én éjfélig működött. Adásainak megszűnését a 2018-as országgyűlési választásokat követően, a Magyar Nemzet című napilap megszűnésével egyidejűleg adta hírül a sajtó. Az adó április 11-től októberig megszakítás nélkül csak zeneszámokat sugárzott, mivel októberig érvényes sugárzási engedélyében szereplő teljes időtartamot kötelező volt kitöltenie.

## Története
A Lánchíd Rádió adása 2007. március 15-én indult regionális adóként a Semmelweis Egyetem Nagyvárad téri elméleti tömbjének (NET) tetejéről sugárzott FM 100,3 MHz-en. Hírek, riport, interjú, kulturális beszéd és zene volt hallható a magát polgári, konzervatívnak nevező rádióból. A Lánchíd Rádió az alapításától fogva Simicska Lajos tulajdonosi érdekkörébe tartozott, amikor a nagyvállalkozó összekülönbözött Orbán Viktorral, a rádió markánsan kormánykritikus hangnemre váltott.

## Főbb jellemzői
Zenei kínálatát elsősorban régebbi és újabb pop és rockzene alkotta, valamint rendszeresen jelentkeztek tematikus zenei műsorokkal.
Célközönsége főleg a 30-59 éves korosztály volt, de igyekeztek megszólítani a hír- és információfogyasztás mellett a közélet és a kultúra iránt érdeklődőket is.
Alapvetően a helyi hallgatók rádiójaként definiálta magát, ezért műsoraiban igyekezett feltárni, bemutatni a vételkörzetében aktuális helyi ügyeket, az ott élők által felvetett témákat, problémákat.
A rádió tagja volt a Helyi Rádiók Országos Egyesületének (HEROE).
A csatorna korábbi hangja Szabó Sípos Barnabás, 2016-tól 2018-ig Orosz Anna volt.

## Műsorok

#### Napi aktuális műsorok, közéleti-információs magazinok
- Hírjárat: Aktuális műsorfolyam hétfőtől szombatig, reggel, délben és délután. Alapvetően tudósítások, pörgős, érthető riportok. Félóránként adnak híreket, ezt időjárás-jelentés és közlekedési hírek egészítik ki.
- Kalauz: Interaktív magazin minden hétköznap délelőtt 9 és 12 óra között. A politika, gazdaság, és társadalom területeit érinti a mindennapok szintjén. Félóránként szintén hírekkel, időjárás-jelentéssel, sporthírekkel és közlekedéssel egészül ki.

#### Színes, rétegekhez szóló magazinok, tematikus műsorok

##### Közélet, hírháttér, politika, gazdaság
- A végzet hatalma: történelmi műsor
- Csendes lépés: külpolitikai műsor; műsorvezető: Pál Amanda
- Esti hídfő: „Építsünk hidat tiszta szavakból határok fölé, s elindulhatunk egymás felé.” Műsorvezető: Csintalan Sándor
- Esti mesék: beszélgetés sportolókkal, művészekkel, közéleti emberekkel; műsorvezető: Kovács Kokó István
- Indigó: beszélgetések a hét politikai, közéleti eseményeiről
- Kulissza: „Tények, titkok, történések” - minden, ami a napi hírek mögött van
- Lecsó: betelefonálós műsor, ahol a hallgatók mondhatják el véleményüket az aktuális közéleti, politikai eseményekkel kapcsolatban; műsorvezető: Bella Levente
- Macskajaj: beszélgetés a hazai cigány közösségek és a többségi társadalom jövőjéről, tabuk nélkül
- Nyitott stúdió: szórakoztató véleményműsor, benne témák, melyekről szívesen hallunk, de nem szívesen beszélnek róla. Műsorvezető: Bizse Ferenc
- Sprőd: betelefonálós műsor, ahol a hallgatók mondhatják el véleményüket az aktuális közéleti, politikai eseményekkel kapcsolatban; műsorvezető: Perjés Zoltán
- Szabad gondolat: vélemények társadalmi jelenségekről, közös dolgainkról egyedi hangon
- Szaldó: pénzügyi, gazdasági műsor
- T-Dosszié: tehetséges, kreatív fiatalokat bemutató műsor
- Zöldgömb: környezetvédelmi magazin

##### Kultúra, zene, sport, környezet, utazás
- B-közép: Törzsszurkolók, sportolók, szakértők egy szektorban
- Dr. Boross rendel: egészséggel és kultúrával foglalkozó előre rögzített zenés műsor hallgatói telefonokkal. Műsorvezető: Dr. Boross György
- Drogoszkóp: „Megvillantjuk a lényeget!”; műsor a függőségről, szerekről, gyógyulásról objektíven
- Etalon: Fiatalok, akik már aktívan alakítják a magyar hétköznapokat. Műsorvezető: Thuróczy Richard
- Folk-A-Vezér: az autentikus népzene és a könnyűzene találkozásai. Műsorvezető: Bizse Ferenc
- Határtalan: A listavezető slágerek a világ különböző pontairól, Argentínától Dél-Afrikán át Japánig. Műsorvezető: Thuróczy Richard
- Hangszemle: Újragondolt mondatok, meglepő összefüggések, klasszikus zenei különlegességekkel. Műsorvezető: Papp Endre
- Hitvilág: vallási műsor, a hazai történelmi egyházak és érdekes események bemutatása
- Kettesben: késő esti beszélgetések, egyedi/egyéni történetek a hallgatóktól
- Kilátó: a vidéki Magyarország régi és új értékei
- Közös nevező: vidám hangulatú, hétköznapi, mindenkit érdeklő témákat feldolgozó műsor
- Kor-kapcsolás: sportolók portréi, élettörténetek, könnyed, sztorizós előadásban. Műsorvezető: Horti Gábor
- Lokátor: könnyűzenei hangfogó. Műsorvezető: Bizse Ferenc
- Magyar tenger: programok, érdekességek, sportesemények a Balaton partjáról
- Must és mindörökké: a bor és a borászok magazinja
- Parnasszus: művészeti panoráma írókkal, zenészekkel, színészekkel, filmesekkel. Műsorvezető: Soós Andrea.
- Szigorúan nyilvános: zenés portrék, műhelytitkok a magyar könnyűzene ikonikus alakjairól. Műsorvezető: Bizse Ferenc
- Szintén zenész: Beszélgetések a magyar zeneiparról, producerekkel, dalszerzőkkel, előadókkal és menedzserekkel. Műsorvezető: Thuróczy Richard
- Taccsvonal: nyertesek és vesztesek – a sport világa
- Tarsoly: út a családi fészektől a rivaldafényig, a hagyományoktól a modern kultúráig. Műsorvezető: Soós Andrea
- Útitárs: világjáró magazin
- Zene, zene, zene: Folkátor, Frissen csapolt, Hittel és gitárral, Reaktor

### Megszűnt műsorok
- Az eltűnt béke nyomában
- Korkóstoló - Műsorvezető: Vass István Zoltán
- Közös út
- Magyarok
- Összegző
- Privát napló

## Terjeszkedése FM-frekvenciákon

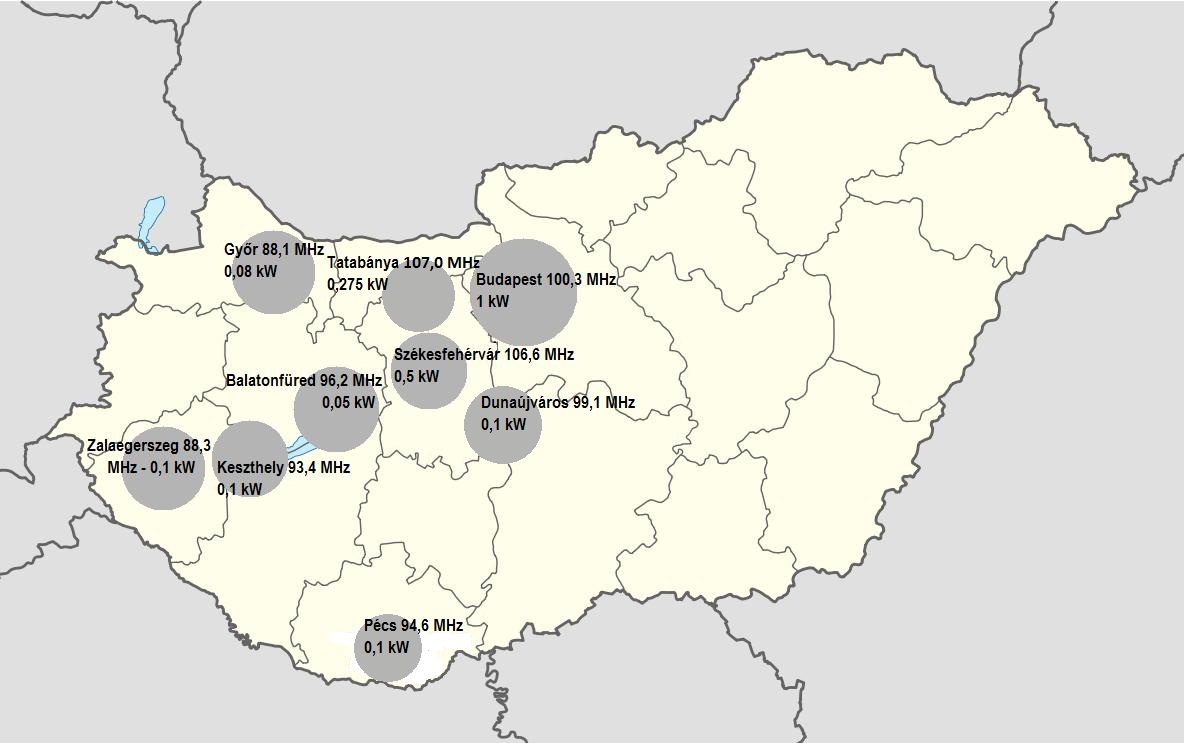
A Lánchíd Rádió adóhálózata

2011-ben, valamint 2013-ban a Lánchíd Rádió erőteljes terjeszkedésbe kezdett az országban. A Médiatanács számos, korábban kereskedelmi frekvenciát hirdetett meg közösségi címkével, amikre a Lánchíd Rádió jelentkezhetett. A következő frekvenciákra adott be pályázatot, valamint nyert el műsorszórási jogosultságot:
| Város          | Frekvencia | Pályázat eredményessége | Szerződés megkötése     | Indulási időpontok | Korábbi használó        | Jelenlegi használó |
| Budapest       | 100,3 MHz  | eredményes              | 2006.10.27.             | 2007.03.15.        | Rádió 1                 | Rádió Dikh         |
| Székesfehérvár | 106,6 MHz  | eredményes              | 2011.03.21.             | 2011.06.25.        | -                       | Karc FM            |
| Balatonfüred   | 96,2 MHz   | eredményes              | 2011.03.21.             | 2011.06.25.        | -                       | Karc FM            |
| Győr           | 88,1 MHz   | eredményes              | 2011.03.21.             | 2011.11.16.        | -                       | Karc FM            |
| Zalaegerszeg   | 88,3 MHz   | eredményes              | 2011.06.08.             | 2011.12.06.        | -                       | Karc FM            |
| Keszthely      | 93,4 MHz   | eredményes              | 2011.06.08.             | 2011.12.06.        | -                       | Mária Rádió        |
| Dunaújváros    | 99,1 MHz   | eredményes              | 2006.10.20./2012.08.23. | 2012.08.23.        | Gerilla Rádió           | Karc FM            |
| Pécs           | 94,6 MHz   | eredményes              | -                       | 2013.07.17.        | Mária Rádió             | Karc FM            |
| Tatabánya      | 107,0 MHz  | eredményes              | -                       | 2013.07.17.        | Kék Duna Rádió          | Karc FM            |
| Szombathely    | 97,1 MHz   | eredményes              | -                       | 2014.03.03.        | Rádió Szombathely       | Karc FM            |
| Kaposvár       | 97,5 MHz   | eredményes              | 2011.03.21.             | 2014.03.03.        | K1                      | Karc FM            |
| Siklós         | 88,6 MHz   | eredményes              | -                       | 2014.03.03.        | Tenkes Rádió            | Karc FM            |
| Szigetvár      | 98,9 MHz   | eredményes              | -                       |                    | N-Joy Rádió             | Karc FM            |
| Szeged         | 100,2 MHz  | eredményes              | -                       |                    | Rádió Plusz (2005–2011) | Karc FM            |

2018. októberében megszűnt a rádió URH sugárzása. A frekvenciák egy részére a Karc FM került hálózatba kapcsolódással, a többit közös megegyezéssel lekapcsolták és majd pályázatot fognak rájuk kiírni. Az online stream még működik, de már IngressFM néven, ahol továbbra is alternatív magyar zenéket játszanak.

## Hallgatottság
A Lánchíd Rádió a 10. leghallgatottabb rádió volt Magyarországon. A legutolsó, 2015. október-decemberi mérések adatai alapján a 15. életévét betöltött, illetve annál idősebb hallgatók körében az adó országos napi hallgatottsága 141 ezer fő, a budapesti napi hallgatottság ugyanebben az időszakban 56 ezer fő volt.

## Médiapartnerei
- Magyar Nemzet
- Hír TV